# ديدارغيليتش أورازوف
ديدارغيليش أورازوف (بالإنجليزية: Didargylyç Urazow) (مواليد 27 فبراير 1977 في الاتحاد السوفييتي - 8 يونيو 2016) لاعب كرة قدم تركمانستاني دولي معتزل كان يجيد اللعب في مركز الهجوم .

## روابط خارجية
- ديدارغيليتش أورازوف على موقع اتحاد أوكرانيا (الإنجليزية)
- ديدارغيليتش أورازوف على موقع قاعدة بيانات كرة القدم.إي يو (الإنجليزية)
- ديدارغيليتش أورازوف على موقع ناشيونال فوتبول تيمز (الإنجليزية)
- ديدارغيليتش أورازوف على موقع Soccerway.com (الإنجليزية)
- ديدارغيليتش أورازوف على موقع عالم كرة القدم.نت (الإنجليزية)